# Apteka Pod Orłem
L'Apteka Pod Orłem (approssimativamente «Farmacia dell'Aquila») è un museo in plac Bohaterów Getta 18 a Cracovia.

## Storia
Fondata nel 1910 da Jozef Pankiewicz, passò al figlio Tadeusz nel 1933. Prima della seconda guerra mondiale era una delle quattro farmacie nel distretto di Podgórze e aveva clienti sia ebrei sia non ebrei; tra i primi era inclusa l'associazione di beneficenza Bikkur holim.
Quando nel marzo 1941 i tedeschi crearono a Podgórze il ghetto di Cracovia, l'Apteka rimase l'unica farmacia al suo interno, e Pankiewicz fu l'unico polacco autorizzato ad accedere al ghetto.
Gli ebrei residenti usarono il locale come sede di riunioni segrete, e l'Apteka fornì loro rimedi farmaceutici che permisero di evitare la deportazione, come le tinture per capelli per ringiovanire l'aspetto o il luminal per calmare i bambini nascosti o portati fuori dal ghetto celati nei bagagli.
Nel corso del sanguinoso trasferimento nei campi di sterminio nel 1942 il personale della farmacia distribuì farmaci e bendaggi gratis, mentre i suoi recessi funsero da rifugio per salvare gli ebrei dalla deportazione.
Pankiewicz e le sue assistenti Irena Drozdzikowska, Aurelia Danek e Helena Krywaniuk furono intermediari tra gli ebrei nel ghetto e all'esterno, per lo scambio di informazioni e il contrabbandando di alimenti, e custodirono gli oggetti di valore loro affidati dai deportati.
Nel 1983 fu aperta nell'Apteka una piccola mostra storica. Nel 2003 il museo fu ampliato grazie alla donazione del regista Roman Polanski, che era stato prigioniero nel ghetto.